# Галбень (Ботошань)
Галбень, Галбені (рум. Galbeni) — село у повіті Ботошані в Румунії. Входить до складу комуни Хавирна.
Село розташоване на відстані 402 км на північ від Бухареста, 32 км на північ від Ботошань, 118 км на північний захід від Ясс.

## Населення
За даними перепису населення 2002 року у селі проживали 124 особи, усі — румуни. Усі жителі села рідною мовою назвали румунську.